# سومرست موم
وليام سومرست موم (بالإنجليزية: William Somerset Maugham)‏ (25 يناير 1874 - 16 ديسمبر 1965) روائي وكاتب مسرحي إنجليزي. كان من أشهر كتاب بداية القرن العشرين وكان من أكثر الكتاب ربحًا في الثلاثينيات من القرن العشرين. اشتهر بكثرة كتاباته التي تنوعت ما بين روايات مسرحية وقصص وكتب سياسية. امتاز بأنه كاتب واقعي يستمد قصصه من الحياة ومن ملاحظته للناس في أسفاره العديدة.
ولد في باريس فتعلم اللغة الفرنسية وأتقنها، ثم عاد ودرس في إنجلترا، وبعدئذ انتقل إلى جامعة هيدلبرج بألمانيا ثم سافر إلى إيطاليا وتعلم اللغة الإيطالية بمدينة فلورنس وهكذا جمع في سن شبابه محصولًا وافرًا من المعارف والمعلومات وأتقن عدة لغات.
ألف روايته ليزا اوف لامبث وهو في الثالثة والعشرين من عمره. استمد موضوعاته من ملاحظاته وهو طالب طب يتدرب في أحد مستشفيات لندن، حيث عرف الفقر ووقف على ظروف الفقراء.
ومع أنه درس الطب، لكنه لم يجتذب إليه، كما لم تعجبه مهنة المحاماة من قبل ومال إلى الأدب وحده، وخصوصًا بعد أن نجحت روايته الأولى [ليزا اوف لامبث] وعدت من بدائع القصص الواقعية.
كان أبوه وجده محاميين، وقد وصل أخوه اللورد موم إلى منصب وزير المالية البريطانية ولكن وليم سومرست آثر الأدب على كل منصب وكل مهنة.
وبعد نجاح روايته الأولى شرع يؤلف المسرحيات غير أن مديري المسارح رفضوا رواياته الهزلية التي قدمها حتى كاد ييأس من النجاح في هذا المجال وإذا بهزلية تدعى [اللادي فردريك] يقبلها أحد المسارح فتنجح نجاحاً منقطع النظير وتدور حوادثها حول شاب وقع في غرام حسناء أكبر منه سناً ثم تلتها مسرحيات هزلية أخرى وقد نجحت كلها كذلك.
عندما نشبت الحرب العالمية الأولى 1914 دخل الخدمة الطبية العسكرية في فرنسا ثم نقل إلى المخابرات البريطانية ومن هنا كتب روايته الشهيرة [عندما كنت جاسوسا].
وقد تأثرت صحته من العمل المتواصل فسافر إلى الجنوب ماراً بأميركا ووجد في تلك الجزر الهدوء الذي ينشده وعاد بملاحظات أعانته في تأليف روايته القمر وستة بنسات ولكنه أوفد قبل ان يتم هذه الرواية ببعثه دبلوماسية إلى روسيا.
وهناك عاوده المرض ورجع مريضاً بذات الرئة، فدخل مصحاً وأمضى به عده شهور حتى عوفي من دائه، وسرعان ما حفزه حب السفر إلى الإبحار للصين وهكذا ظل على سفر دائم يستمد من خلاله قصصاً ينشرها بمجلات إنجليزية واميركية ويؤلف منها كتبا وروايات.
وقبل نشوب الحرب العظمى الاخيرة كان قد استفر عند رأس فرات بالقرب من مدينة بنس ولكن الألمان احتلو فرنسا عام 1940 فاضطر إلى الفرار بباخرة ضخمة حتى وصل إلى إنجلترا ثم لجأ إلى أميركا حيث استقر في مزرعة بولاية كارولينا الجنوبية.هناك عاد إلى تأليف الكتب والمسرحيات والقصص، وقد أقبل الأمريكيون على رواياته يخرجون منها افلاماً فلقيت هذه الأفلام نجاحاً حيثما عرضت في اميركا أو غيرها من البلدان.
من أكثر رواياته شهرة القمر وستة بنسات، وقد كان مصابا بداء السل الرئوي الحاد والذي منعه من استكمال أكبر مخاطرة في حياته وهي مهمة وهي العمل مع المكتب السادس البريطاني (المخابرات البريطانية آنذاك)، بالتعاون مع المخابرات الأمريكية
وقد عمل جاسوساً للمخابرات البريطانية أثناء الحرب العالمية الأولى وكان يتلفى الأوامر من كولونيل اوضح في كتابه كنت جاسوساً انه يكاد لا يتذكر اسمه فكان منتقلاً ما بين فرنسا وسويسرا وإيطاليا وقد اختاره الكولونيل لأن عمله كمؤلف روايات يبرر له تحركاته الكثيرة في القارة الأوروبية وبذلك كتب روايته المشهورة كنت جاسوسا والتي حققت مبيعات هائلة.
وبعد ذلك اتجه سومرست هوم للكتابات الاباحية والمبتذلة مما أدى إلى انحطاط قيمته الأدبية.

## رواية كنت جاسوساً
شخصيات رواية كنت جاسوساً

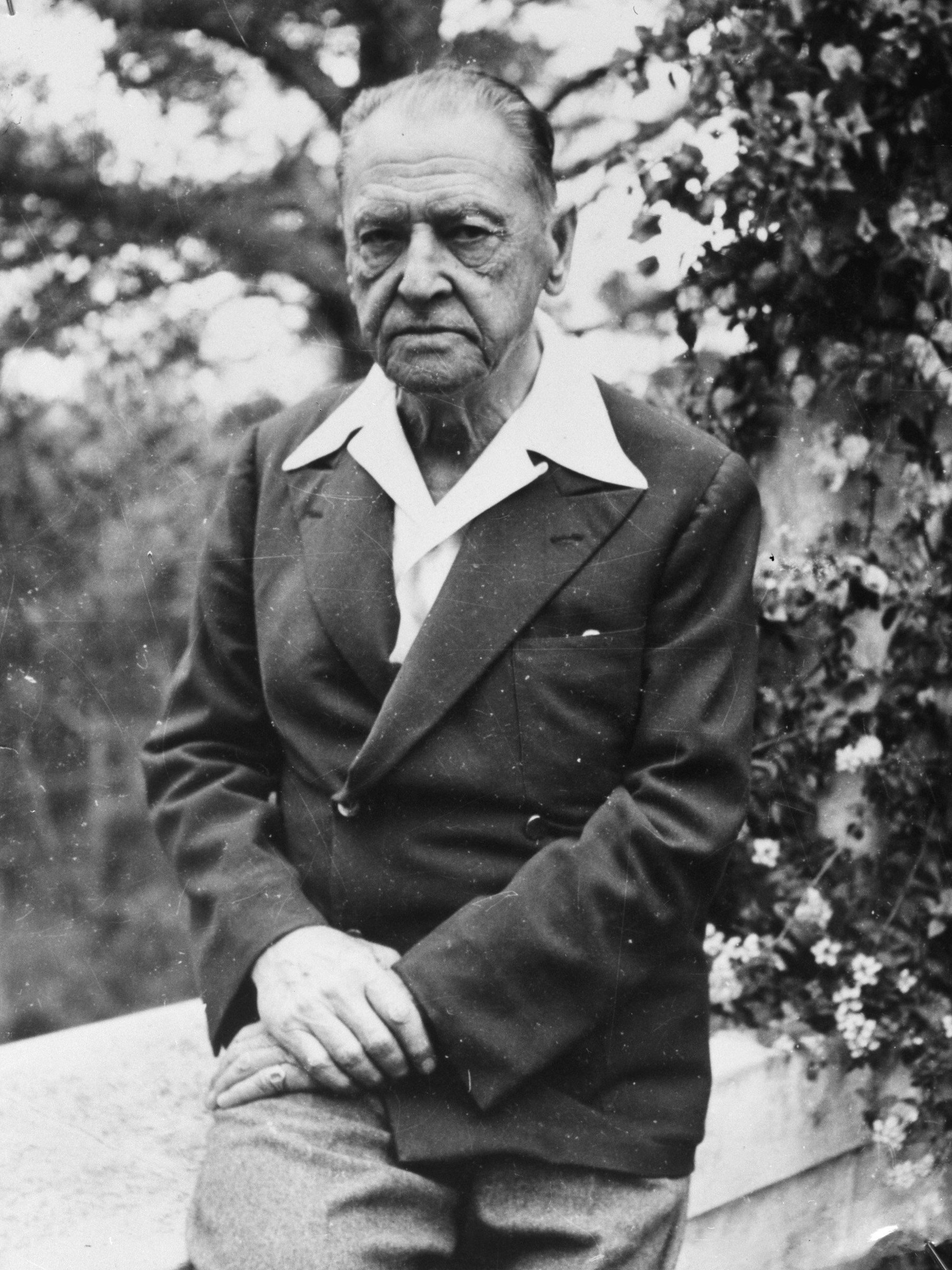
سومسرت موم في عام 1965

- اشندن: أسم الجاسوس الإنجليزي وهو أسم مستعار للكاتب نفسه
- سومرفيل: أسم مستعار له في إحدى مغامرته في لوسرن في سويسرا
- كايبور: صحفي إنجليزي خان بلاده وعمل جاسوسا للألمان في سويسرا، وزوجته ألمانيه
- جوستاف: اسم سري لموزع تجاري سويسري يعمل في خدمة المخابرات الإنجليزية، واسمه الحقيقي جرانا
- شندرالال: من احرار الهند العاملين على القضاء على الاستعمار الإنجليزي في الهند
- جوليا لازاري: عشقيه شندرالال الإيطالية تحترف الرقص الإسباني الشعبي ••حت اسم مالاحوينا
- اندرياي: جاسوس لحساب ألمانيا، يوناني الجنسية قادم إلى بلاد إيطاليا في مهمة سرية
- الجنرال كارمونا[المكسيكي الامرد] : جنرال مكسيسي مطرود عقب انقلاب في الحكم ويعمل في خدمة المخابرات الإنجليزية ولا يتورع في ارتكاب أي جريمة
- الكولونيل: مدير المخابرات العسكرية الإنجليزية والرئيس المباشر لسومرست موم والعقل الموجه لخدماته

## روابط خارجية
- سومرست موم على موقع أرشيف الشارخ.
- سومرست موم على موقع IMDb (الإنجليزية)
- سومرست موم على موقع الموسوعة البريطانية (الإنجليزية)
- سومرست موم على موقع مونزينجر (الألمانية)
- سومرست موم على موقع ألو سيني (الفرنسية)
- سومرست موم على موقع ميوزك برينز (الإنجليزية)
- سومرست موم على موقع أول موفي (الإنجليزية)
- سومرست موم على موقع قاعدة بيانات برودواي على الإنترنت (الإنجليزية)
- سومرست موم على موقع قاعدة بيانات الأفلام السويدية (السويدية)
- سومرست موم على موقع إن إن دي بي (الإنجليزية)
- سومرست موم على موقع ديسكوغز (الإنجليزية)